# Bete Balanço
Bete Balanço é um filme de drama musical brasileiro de 1984, dirigido e escrito por Lael Rodrigues. O filme é protagonizado por Débora Bloch no papel de Bete, uma menina que parte de Minas Gerais para o Rio de Janeiro à procura do sucesso como cantora. É co-protagonizado por Diogo Vilela e Lauro Corona, e conta com as participações especiais de Maria Zilda Bethlem e Hugo Carvana.
Bete Balanço é o primeiro filme da trilogia musical do cineasta Lael Rodrigues. O filme foi lançado em agosto de 1984 no Rio de Janeiro. Logo se tornou sucesso de bilheteria, atraindo o público mais jovem ao cinema, tornando-o o filme nacional mais assistido nos cinemas no ano de 1984, desbancando bilheterias internacionais. A performance de Débora Bloch foi aclamada pela crítica, lhe rendendo o Prêmio Air France de melhor atriz protagonista e o Prêmio APCA de melhor atriz de cinema.

## Sinopse
Vinda de Governador Valadares, Bete se estabelece no Rio. Auxiliada por seu namorado Rodrigo (Lauro Corona) e por diversos amigos, entre eles Paulinho (Diogo Vilela), ela se inicia nas dificuldades da indústria fonográfica, com as quais se decepciona. Entre sexo, drogas e rock and roll, o filme traça um panorama do rock brasileiro dos anos 1980.

## Elenco
- Débora Bloch como Bete
- Lauro Corona como Rodrigo
- Diogo Vilela como Marcos Paulo "Paulinho"
- Maria Zilda como Bia
- Hugo Carvana como Tony
- Cazuza como Tininho
- Barão Vermelho como eles mesmos
- Andréa Beltrão como bailarina
- Duse Nacaratti como mulher que presencia linchamento

## Produção
Bete Balanço foi dirigido pelo cineasta Lael Rodrigues, o qual também escreveu o roteiro em parceria com a autora Yoya Wursch, conhecida por seus trabalhos de autoria das novelas Colégio Brasil (1996) e Dance, Dance, Dance (2007). O longa-metragem é a primeira obra da trilogia de filmes musicais de Lael Rodrigues (composta ainda pelos filmes Rock Estrela, de 1986, e Rádio Pirata, de 1987), a qual vinha a ser conhecida como "trilogia de Rock dos Anos 1980", que lançou vários artistas conhecidos do cenário do rock brasileiro.

### Desenvolvimento
No início da década de 1980, a produtora Centro de Produção e Comunicação (CPC), formada à época pelos cineastas Lael Rodrigues, Tizuka Yamasaki e Carlos Alberto Diniz, estava trabalhando em cima de um enredo que contava a história de uma jovem brasileira do interior que sai de sua cidade natal para trabalhar como chacrete no Rio de Janeiro. O roteiro então foi construído pelo diretor Lael Rodrigues e posteriormente foi apresentado para Yoya Wursch, que havia ganhado um concurso de roteiro recentemente e se aproximado da CPC. Foi a responsável por transformar a protagonista Bete de aspirante a chacrete em uma jovem apaixonada pelo rock.

### Escolha do elenco
Para a escolha da atriz que interpretaria a protagonista-título, Bete, foram realizados diversos testes. Paula Toller, vocalista da banda Kid Abelha, foi convidada para interpretar o personagem-título, mas recusou o papel por achar o roteiro muito esteriotipado. Em entrevistas, a cantora falou sobre o assunto:

"Eu li, mas achei o roteiro muito estereotipado, no sentido do presidente da gravadora ser do mal, um explorador dos artistas novos. Não aceitei por culpa do André Midani (produtor falecido em 2019). Eu conhecia um presidente de gravadora, que era ele, que era um cara moderno, não careta." Paula Toller em entrevista para o Cenapop, do UOL.
A atriz Débora Bloch foi a escolhida para substituí-la. Diogo Vilela e Lauro Corona interpretam os outros personagens principais, como o melhor amigo e o par romântico de Bete, respectivamente. Diversos artistas e bandas da geração 80 aparecem no filme. Entre elas, Barão Vermelho, Lobão, Titãs, Brylho, Manhas e Manias e Celso Blues Boy. Cazuza e Frejat são os autores da música que deu nome ao filme, "Bete Balanço". Bete Balanço foi o último filme de Lauro Corona, falecido em 1989.

### Filmagens
As filmagens do filme foram realizadas em poucas semanas e contavam com um orçamento de 60 mil dólares, à época.

## Lançamento
Bete Balanço foi lançado comercialmente no Brasil no ano de 1984. A estreia foi adiada por imposições da censura, tendo sua data de lançamento alterada algumas vezes. Inicialmente, o filme estava previsto para ser lançado em julho, para que pudesse contemplar as férias escolares dos jovens, principal público alvo do longa-metragem. No entanto, a distribuidora do filme somente conseguiu lançar Bete Balanço nos cinemas do Rio de Janeiro em agosto de 1984, onde ficou em cartaz ao longo de cinco semana. Após esse período, o filme foi lançado no circuito nacional de cinema.
Para promover o filme, um show com as bandas musicais que compõem a trilha sonora do filme foi organizado no Morro da Urca, no Rio de Janeiro, com apresentação de Débora Bloch, Lauro Corona e Diogo Vilela. Entre as atrações do evento, estavam a Banda Brylho, Lobão e os Ronaldos, Celso Blues Boy e, a grande estrela da noite, o Barão Vermelho, ainda liderado pelo falecido cantor Cazuza.

## Recepção

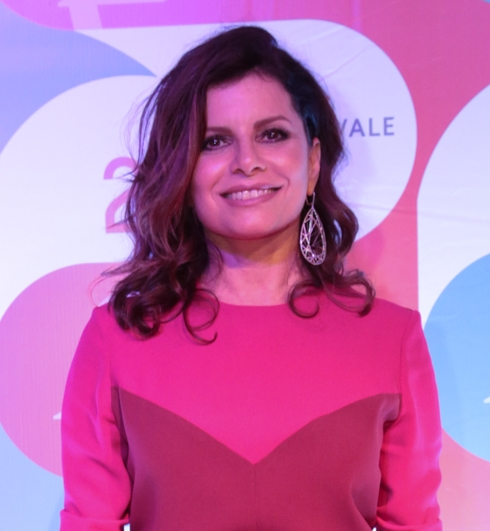
A performance de Débora Bloch como a aventureira Bete lhe rendeu aclamação da crítica, levando a atriz ao estrelato nacional.

### Bilheteria
O lançamento de Bete Balanço ganhou grande repercussão, atraindo o público jovem aos cinemas, fazendo com que o filme se tornasse a maior bilheteria do cinema nacional no ano de 1984. Em seu fim de semana de estreia, no Rio de Janeiro, a Avenida Nossa Senhora de Copacabana foi toda ocupada por jovens que formavam longas filas para assistir o filme no cinema. O filme chegou a desbancar bilheterias de produções internacionais, como o filme Beat Street - Na Onda do Break, dirigido por Stan Lathan, o que não era comum para produções nacionais.

### Prêmios e indicações
A performance de Débora Bloch como a protagonista Bete lhe rendeu aclamação da crítica. Por esse trabalho ela ganhou os maiores prêmios de atuação do cinema brasileiro. Em 1984 foi eleita melhor atriz pelo Prêmio Air France de Cinema, organizado pela companhia aérea francesa Air France, o qual contava com júri formado por críticos e estudiosos de cinema. Ela também foi escolhida como melhor atriz de cinema pela Associação Paulista de Críticos de Arte, recebendo o Prêmio APCA.
| Ano  | Associações                                    | Categoria                 | Nomeações    | Resultado |
| ---- | ---------------------------------------------- | ------------------------- | ------------ | --------- |
| 1984 | Prêmio Air France                              | Melhor Atriz Protagonista | Débora Bloch | Venceu    |
| 1985 | Prêmio Associação Paulista de Críticos de Arte | Melhor Atriz em Cinema    | Débora Bloch | Venceu    |

## Trilha sonora
| Bete Balanço: Trilha Sonora Do Filme |                      |                  |         |  |
| N.º                                  | Título               | Interpretada por | Duração |  |
| 1.                                   | "Bete Balanço"       | Barão Vermelho   | 3:25    |  |
| 2.                                   | "Nosso Caso De Amor" | Ricardo Bomba    | 3:59    |  |
| 3.                                   | "Vídeo-Game"         | Azul 29          | 4:15    |  |
| 4.                                   | "Mecenas De Maizena" | Metralhatxeca    | 3:25    |  |
| 5.                                   | "Meditando"          | Brylho           | 2:22    |  |
| 6.                                   | "Sempre Juntos"      | Cristina Conrado | 2:55    |  |
| 7.                                   | "Toda Cor"           | Titãs            | 3:20    |  |
| 8.                                   | "Me Chama"           | Lobão            | 3:43    |  |
| 9.                                   | "Blues Motel"        | Celso Blues Boy  | 4:16    |  |
| 10.                                  | "Amor, Amor"         | Barão Vermelho   | 3:40    |  |

A trilha sonora foi composta por Cazuza e gravada pelo Barão Vermelho e a faixa título foi um dos maiores sucessos da banda.